# Сура Саба
Сура Саба (араб. سورة سبأ‎) або Савське царство — тридцять четверта сура Корану. Мекканська, містить 54 аяти.